# Valerija Maslova
Valerija Olegovna Maslova (russisk: Валерия Олеговна Маслова ; født 21. januar 2001 i Rostov-on-Don, Rusland) er en kvindelig russisk håndboldspiller som spiller for Brest Bretagne Handball og Ruslands kvindehåndboldlandshold.